# Michał Jastrzębski (duchowny)
Michał Józef Jastrzębski (ur. 29 września 1859 w Izabelinie koło Wołkowyska, zm. 16 czerwca 1938 w Wilnie) – polski duchowny ewangelicko-reformowany, superintendent Jednoty Wileńskiej (1902–1938).

## Życiorys
Urodził się jako syn Stanisława Jastrzębskiego – pastora sprawującego posługę na terenie izabelińskiej parafii reformowanej, i Zofii z Chudzyńskich.
Po ukończeniu gimnazjum w Słucku, naukę kontynuował na Wydziale Teologicznym Uniwersytetu w Dorpacie. W czasie studiów został przyjęty w poczet korporacji akademickiej "Konwent Polonia".
W 1888 roku ordynowano go na diakona, po kilku miesiącach objął funkcję proboszcza w Wilnie, którą sprawował do śmierci. Troszczył się o terytorialny rozrost parafii wileńskiej, sprawował opiekę nad kalwińskimi ośrodkami w Ostaszynie, Datnowie, Brześciu nad Bugiem, Mińsku i Kojdanowie. W 1893 ożenił się z Felicją Aleksandrą Kmita.
Angażował się w życie religijne Czechów wołyńskich, sprawując posługę duchową w Michałówce i Boratynie na Wołyniu.
W 1905 roku to m.in. dzięki jego twardej postawie ponownie wprowadzono język polski do urzędowych czynności kościelnych na terenie Litwy.
Od 1907 roku sprawował urząd superintendenta generalnego Kościoła Ewangelicko-Reformowanego Synodu Wileńskiego. W 1919 roku został superintendentem Jednoty wileńskiej, przyczynił się do powrotu do przedrozbiorowego ustroju kościoła reformowanego, sprzeciwiając się połączeniu Jednoty wileńskiej z Kościołem Ewangelicko-Reformowanym w Warszawie.
W dwudziestoleciu międzywojennym był obiektem krytyki prasy oraz warszawskiego środowiska kalwinów ze względu na praktyki rozwodowe Jednoty wileńskiej.
Udzielał się społecznie na terenie Wileńszczyzny: od 1906 roku był członkiem Towarzystwa Przyjaciół Nauk w Wilnie, działał również w Polskiej Macierzy Szkolnej.
Od 1920 roku należał do zarządu Towarzystwa Miłośników Historii Reformacji im. Jana Łaskiego, sprawował funkcję redaktora naczelnego dwumiesięcznika "Szlakiem Reformacji", od 1898 roku publikował też w „Zwiastunie Ewangelickim”. Aktywność ks. Jastrzębskiego zaznaczała się pielęgnowaniem pamięci o zasługach polskich protestantów oraz dziedzictwa czasów przedrozbiorowych.
Zmarł w nocy 15/16 czerwca 1938. Został pochowany na wileńskim cmentarzu ewangelickim na Pohulance. W 2024 roku odnaleziono jego szczątki. Na wniosek litewskiego Kościoła reformowanego poszukiwania prowadziło Centrum Badania Ludobójstwa i Ruchu Oporu Mieszkańców Litwy LGGiRTC